# Bandera de la región de Aysén del General Carlos Ibáñez del Campo
La bandera de la Región Aysén del General Carlos Ibáñez del Campo, de carácter no oficial, consiste de un fondo blanco en proporción 2:3 y en cuyo centro se ubica el escudo regional, el cual presenta a un arriero montando un caballo junto a un perro a través de una pradera, mientras al fondo se ve un fiordo y unos cerros. El escudo tiene un borde dorado junto a copos de nieve en blanco. Este emblema, diseñado hacia 1993, está presente en la entrada del Congreso Nacional de Chile junto a la bandera de las otras 14 regiones del país.
El intendente y el Consejo regional, en tanto, utilizan el estandarte tradicional de los gobiernos regionales, que corresponde a un lienzo azul en 2:3 con el escudo nacional en su parte central, rodeado de un círculo dorado que indica "Ministerio del Interior - Aysén".
El pabellón regional originalmente era con fondo azul y el escudo era de color blanco en su parte externa a diferencia del actual dorado.

## Propuestas de banderas

Propuesta de bandera para Aysén por Hans Foitzick.

En 2005, el Gobierno Regional de Aysén convocó a través de su sitio web a una votación para la elección de su nuevo pabellón regional, cuyo diseño había sido adjudicado a la empresa Arquetipo.  Esta presentó 6 diseños diferentes, que principalmente combinaban los tonos azules, verdes y el blanco. La votación, sin embargo, nunca fue publicada finalmente y no se realizó.
En 2014, el Consejo Regional de Aysén aprobó iniciar un proceso de mecanismo de validación de una propuesta de bandera regional diseñada por Hans Foitzick, que consta de dos campos horizontales en verde y azul separados por una franja roja, a los que se les suma la imagen de un cristal blanco hacia el asta. Sin embargo, no se ha sabido más información acerca de este proyecto.